# توانمندسازی زنان

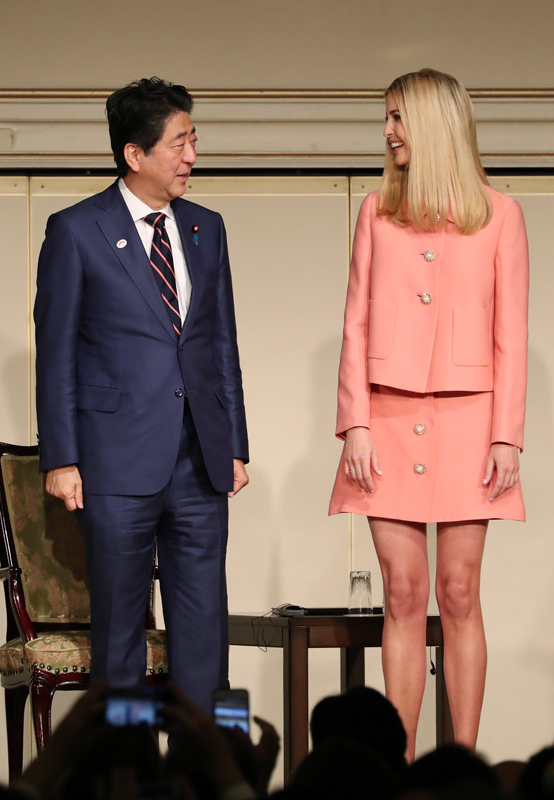
ایوانکا ترامپ (سمت راست) و نخست‌وزیر ژاپن، شینزو آبه، در مجمع جهانی زنان در توکیو شرکت کردند تا در مورد حقوق و توانمند سازی زنان صحبت کنند، ۲۰۱۷

توانمند سازی زنان، روند توانمندسازی زنان است. توانمندی را می‌توان از بسیاری جهات تعریف کرد، با این حال، هنگام صحبت در مورد توانمند سازی زنان، منظور از توانمندسازی پذیرفتن و گنجاندن افرادی (زنان) است که در خارج از فرایند تصمیم‌گیری قرار دارند. «این تأکید زیادی بر مشارکت در ساختارهای سیاسی و تصمیم‌گیری رسمی و در حوزه اقتصادی بر توانایی به دست آوردن درآمدی است که مشارکت در تصمیم‌گیری اقتصادی را امکان‌پذیر می‌سازد.» توانمندسازی فرایندی است که قدرت ایجاد می‌کند در افراد در طول زندگی خود، جامعه و در جوامع خود. اگر افراد بدون هیچ گونه محدودیت و محدودیتی مانند تحصیلات، حرفه و شیوه زندگی خود دسترسی داشته باشند، توانمند می‌شوند. احساس حق داشتن در تصمیم‌گیری خود، احساس قدرت را ایجاد می‌کند. توانمندسازی شامل اقدام برای بالا بردن وضعیت زنان از طریق آموزش، افزایش آگاهی، سواد، و آموزش و همچنین آموزش‌های مربوط به دفاع از خود می‌باشد. توانمندسازی زنان در واقع تجهیز و اجازه دادن به زنان برای تصمیم‌گیری تعیین‌کننده زندگی از طریق مشکلات مختلف جامعه است.
متناوباً، این فرایند برای تعریف مجدد نقش‌های جنسیتی برای زنان است که به آنها اجازه می‌دهد توانایی انتخاب بین گزینه‌های شناخته شده را که در غیر این صورت از چنین توانایی محدود شده‌اند، بدست آورند. اصول مختلفی برای تعیین توانمندی زنان تعریف شده‌است، از جمله اینکه، برای اینکه یکی از آنها توانمند شود، آنها باید از جایگاه عدم توانایی خود ناشی شوند. بعلاوه، شخص باید توانمندی خود را به دست آورد نه اینکه توسط یک حزب خارجی به آنها داده شود. مطالعات دیگر نشان داده‌است که تعاریف توانمندسازی شامل افرادی می‌شود که توانایی تصمیم‌گیری مهم در زندگی خود را دارند و در عین حال قادر به عمل به آنها هستند. سرانجام، توانمند سازی و از کار انداختن نیرو نسبت به دیگری در زمان قبلی است؛ بنابراین، توانمند سازی یک فرایند است، نه یک محصول.
توانمند سازی زنان به عنوان موضوع قابل توجهی در بحث توسعه و اقتصاد مطرح شده‌است. همچنین می‌تواند به رویکردهای مربوط به سایر جنس‌های بی‌اهمیت در یک زمینه سیاسی یا اجتماعی خاص اشاره کند.
توانمندسازی اقتصادی زنان به توانایی زنان برای برخورداری از حق کنترل و بهره‌مندی از منابع، دارایی‌ها، درآمد و وقت خود و همچنین توانایی مدیریت ریسک و بهبود وضعیت اقتصادی و رفاه آنها اشاره دارد.
در حالی که اغلب به جای یکدیگر استفاده می‌شود، مفهوم جامع تری از توانمند سازی جنسیتی به افراد از هر جنسیت اشاره دارد و بر تمایز جنسیت و جنسینگی بین بیولوژیک و جنسیت به عنوان یک نقش جنسیتی تأکید می‌کند.
کل کشورها، مشاغل، جوامع و گروه‌ها می‌توانند از اجرای برنامه‌ها و سیاست‌هایی استفاده کنند که مفهوم توانمندسازی زنان را در پیش بگیرند. توانمند سازی زنان برای پیشرفت یک جامعه یک ضرورت است، زیرا کیفیت و کمیت منابع انسانی موجود را برای پیشرفت افزایش می‌دهد. توانمندسازی یکی از اصلی‌ترین نگرانی‌های رویه ای هنگام پرداختن به حقوق بشر و توسعه است.
توانمند سازی زنان و دستیابی به برابری جنسیتی برای جامعه ما برای اطمینان از توسعه پایدار یک کشور ضروری است. بسیاری از رهبران و محققان جهان استدلال کرده‌اند که توسعه پایدار بدون برابری جنسیتی و توانمند سازی زنان غیرممکن است. توسعه پایدار حفاظت از محیط زیست، توسعه اجتماعی و اقتصادی، از جمله توانمند سازی زنان را می‌پذیرد. در زمینه زنان و توسعه، توانمند سازی باید شامل انتخاب‌های بیشتری برای زنان باشد تا بتوانند به تنهایی انجام دهند.

## روش‌ها
دانشمندان دو شکل توانمندسازی را شناسایی کرده‌اند، توانمند سازی اقتصادی و توانمندسازی سیاسی.

### توانمند سازی اقتصادی
توانمند سازی اقتصادی باعث افزایش اختیارات زنان، دسترسی به برنامه‌های رسمی دولت، تحرک در بیرون از خانه، استقلال اقتصادی و قدرت خرید می‌شود. به سیاست گذاران پیشنهاد می‌شود از آموزش شغلی برای کمک به ورود به بازارهای رسمی حمایت کنند. یک توصیه این است که فرصت‌های رسمی‌تر آموزش برای زنان فراهم شود که امکان چانه زنی بالاتر در خانه را فراهم کند. آنها دسترسی بیشتری به دستمزدهای بالاتر در خارج از خانه خواهند داشت. و در نتیجه کار زنان در بازار را آسان‌تر می‌کند.
تقویت دسترسی زنان به ارث مالکیت و حقوق زمین روش دیگری است که برای توانمندسازی اقتصادی زنان استفاده می‌شود. این امر به آنها امکان می‌دهد تا روش‌های بهتری برای انباشت دارایی، سرمایه و قدرت چانه‌زنی مورد نیاز برای رفع نابرابری‌های جنسیتی داشته باشند. غالباً، زنان در کشورهای در حال توسعه و توسعه نیافته فقط از نظر جنسیتی از سرزمین خود محدود می‌شوند. داشتن حق در سرزمین خود نوعی قدرت چانه زنی به زنان می‌دهد که معمولاً از آن برخوردار نیستند. به نوبه خود، آنها فرصت‌های بیشتری برای استقلال اقتصادی و موسسات رسمی مالی به دست می‌آورند.
نژاد تأثیر بسزایی در توانمند سازی زنان در زمینه‌هایی مانند اشتغال دارد. اشتغال می‌تواند به ایجاد توانمندی در زنان کمک کند. بسیاری از محققان معتقدند هنگام بررسی تأثیر نژاد در رابطه با اشتغال، بحث در مورد موانع مختلفی که زنان مستضعف با آن روبرو هستند، و این امر دستیابی به توانمندی در جامعه را برای آنها دشوارتر می‌کند، مهم است. به‌طور قابل توجهی بررسی می‌شود که چگونه فرصت‌ها بر اساس جنسیت، نژاد و طبقه می‌توانند تغییرات اجتماعی را بروز دهند. فرصت‌های کاری و محیط کار می‌تواند توانمند سازی را برای زنان ایجاد کند. توانمند سازی در محل کار می‌تواند بر رضایت و عملکرد شغلی تأثیر مثبت بگذارد، داشتن برابری در محل کار می‌تواند حس توانمند سازی را بسیار افزایش دهد. با این وجود، زنان رنگین‌پوست از دسترسی و امتیاز یکسانی در محیط کار برخوردار نیستند. آنها (زنان رنگین‌پوست) با معایب بیشتری در محل کار مواجه هستند. پاتریشیا پارکر استدلال می‌کند که توانمند سازی زنان آمریکایی آفریقایی‌تبار مقاومت در برابر کنترل، ایستادن برای خود و انطباق با هنجارها و انتظارات اجتماعی نیست. در ارتباط با قدرت، دیدگاه‌های فمینیستی به توانمندی به عنوان نوعی مقاومت در درون سیستم‌های روابط قدرت نابرابر نگاه می‌کنند. در شرایط اجتماعی نژادی، جنسیتی و سیاسی طبقاتی، توانمند سازی زنان آمریکایی آفریقایی‌تبار در محیط کار "می‌تواند به عنوان مقاومت در برابر تلاش برای تعیین معانی هویت و رفتار مناسب تلقی شود، جایی که چنین معانی به عنوان کنترل کننده، استثمارگر و غیره تفسیر شوند. ظالمانه نسبت به زنان آمریکایی آفریقایی‌تبار.»

### توانمندسازی سیاسی
توانمندسازی سیاسی از ایجاد سیاست‌هایی حمایت می‌کند که به بهترین وجه از برابری جنسیتی و اختیارات زنان در دو حوزه دولتی و خصوصی حمایت کند. روشهایی که پیشنهاد شده‌است ایجاد سیاستهای اقدام مثبت است که سهمیه تعداد زنان در سیاستگذاری و مناصب پارلمان را در اختیار داشته باشد. از سال ۲۰۱۷، متوسط جهانی زنانی که سمت‌های پارلمان پایین‌تر و مجلسی را دارند، ۲۳٫۶ درصد است. توصیه‌های بیشتر در مورد افزایش حقوق رأی زنان، نظرات صوتی و توانایی نامزدی با شانس مناسب انتخاب شدن بوده‌است. از آنجا که زنان به‌طور معمول با مراقبت از کودکان و مسئولیت‌های خانه در خانه در ارتباط هستند، زمان کمتری برای ورود به بازار کار و اداره کار خود اختصاص می‌دهند. سیاستهایی که قدرت چانه زنی آنها را در خانواده افزایش می‌دهد شامل سیاستهایی است که موارد طلاق را در نظر می‌گیرد، سیاستهایی برای رفاه بهتر زنان و سیاستهایی است که به زنان امکان کنترل منابع (مانند حقوق مالکیت) را می‌دهد. با این حال، مشارکت محدود به حوزه سیاست نیست. این می‌تواند شامل مشارکت در خانه، در مدارس و توانایی انتخاب برای خود باشد. برخی از نظریه پردازان بر این باورند که قدرت چانه زنی و اختیار در خانوار باید قبل از حرکت به سمت مشارکت سیاسی گسترده‌تر حاصل شود.